# Schwimmeuropameisterschaften 2020
| Medaillenspiegel | Medaillenspiegel | Medaillenspiegel | Medaillenspiegel | Medaillenspiegel | Medaillenspiegel |
| Platz            | Land             | G                | S                | B                | Gesamt           |
| ---------------- | ---------------- | ---------------- | ---------------- | ---------------- | ---------------- |
| 1                | Russland         | 20               | 9                | 13               | 42               |
| 2                | Großbritannien   | 12               | 13               | 7                | 32               |
| 3                | Italien          | 10               | 14               | 20               | 44               |
| 4                | Ukraine          | 7                | 5                | 2                | 14               |
| 5                | Niederlande      | 6                | 5                | 1                | 12               |
| 6                | Ungarn           | 5                | 4                | 6                | 15               |
| 7                | Deutschland      | 5                | 2                | 4                | 11               |
| 8                | Frankreich       | 2                | 5                | 3                | 10               |
| 9                | Spanien          | 1                | 4                | 2                | 7                |
| 10               | Griechenland     | 1                | 2                | 3                | 6                |
| 11               | Finnland         | 1                | 1                | 0                | 2                |
|                  | Rumänien         | 1                | 1                | 0                | 2                |
| 13               | Schweden         | 1                | 0                | 3                | 4                |
| 14               | Israel           | 1                | 0                | 1                | 2                |
| 15               | Tschechien       | 1                | 0                | 0                | 1                |
| 16               | Schweiz          | 0                | 3                | 1                | 4                |
| 17               | Belarus          | 0                | 2                | 2                | 4                |
| 18               | Österreich       | 0                | 1                | 2                | 3                |
| 19               | Dänemark         | 0                | 1                | 1                | 2                |
| 20               | Bulgarien        | 0                | 1                | 0                | 1                |
|                  | Polen            | 0                | 1                | 0                | 1                |
| 22               | Litauen          | 0                | 0                | 1                | 1                |
| Gesamt           | Gesamt           | 74               | 74               | 72               | 220              |

Die 35. Schwimmeuropameisterschaften in der ungarischen Hauptstadt Budapest sollten ursprünglich 2020 stattfinden und wurden wegen der COVID-19-Pandemie auf den 10. bis 23. Mai 2021 verschoben. Es wurden Wettbewerbe in den Schwimmsportarten Beckenschwimmen (offene Klasse und Masters), Wasserspringen, Synchronschwimmen und Freiwasserschwimmen durchgeführt. Die Freiwasserwettbewerbe erfolgten am Plattensee.
Nach 1926, 2006 und 2010 fanden bereits die vierten Schwimmeuropameisterschaften in Budapest statt. Zum ersten Mal wurden alle Schwimmsportarten von einem nationalen Schwimmverband ausgerichtet. Die Wasserball-Europameisterschaft 2020 fand bereits im Januar 2020 statt. Budapest richtete drei Jahre zuvor auch die Schwimm-WM 2017 aus.

## Beckenschwimmen

### Männer

#### Freistil
| Platz | Athlet              | Land                   | Zeit    |
| ----- | ------------------- | ---------------------- | ------- |
| 1     | Ari-Pekka Liukkonen | Finnland               | 21,61 s |
| 2     | Benjamin Proud      | Vereinigtes Königreich | 21,69 s |
| 3     | Kristian Gkolomeev  | Griechenland           | 21,73 s |
| 4     | Thom de Boer        | Niederlande            | 21,80 s |
| 5     | Florent Manaudou    | Frankreich             | 21,81 s |
| 6     | Lorenzo Zazzeri     | Italien                | 21,92 s |
| 7     | Maxime Grousset     | Frankreich             | 22,02 s |
| 8     | Alessandro Miressi  | Italien                | 22,19 s |

| Platz | Athlet             | Land                   | Zeit         |
| ----- | ------------------ | ---------------------- | ------------ |
| 1     | Kliment Kolesnikow | Russland               | 47,37 s (CR) |
| 2     | Alessandro Miressi | Italien                | 47,45 s      |
| 3     | Andrei Minakow     | Russland               | 47,74 s      |
| 4     | Nándor Németh      | Ungarn                 | 47,84 s      |
| 5     | Maxime Grousset    | Frankreich             | 47,90 s      |
| 6     | David Popovici     | Rumänien               | 48,08 s      |
| 7     | Thomas Dean        | Vereinigtes Königreich | 48,30 s      |
| 8     | Roman Mityukov     | Schweiz                | 48,47 s      |

| Platz | Athlet              | Land                   | Zeit        |
| ----- | ------------------- | ---------------------- | ----------- |
| 1     | Martin Maljutin     | Russland               | 1:44,79 min |
| 2     | Duncan Scott        | Vereinigtes Königreich | 1:45,19 min |
| 3     | Thomas Dean         | Vereinigtes Königreich | 1:45,34 min |
| 4     | Danas Rapšys        | Litauen                | 1:45,72 min |
| 5     | Kristóf Milák       | Ungarn                 | 1:45,74 min |
| 6     | Antonio Djakovic    | Schweiz                | 1:46,10 min |
| 7     | Robin Hanson        | Schweden               | 1:47,34 min |
| 8     | Velimir Stjepanović | Serbien                | 1:47,66 min |

| Platz | Athlet              | Land       | Zeit        |
| ----- | ------------------- | ---------- | ----------- |
| 1     | Martin Maljutin     | Russland   | 3:44,18 min |
| 2     | Felix Auböck        | Österreich | 3:44,63 min |
| 3     | Danas Rapšys        | Litauen    | 3:45,39 min |
| 4     | Gabriele Detti      | Italien    | 3:46,07 min |
| 5     | Marco De Tullio     | Italien    | 3:46,36 min |
| 6     | Antonio Djakovic    | Schweiz    | 3:46,54 min |
| 7     | Henrik Christiansen | Norwegen   | 3:46,87 min |
| 8     | Kregor Zirk         | Estland    | 3:48,35 min |

| Platz | Athlet               | Land       | Zeit        |
| ----- | -------------------- | ---------- | ----------- |
| 1     | Mychajlo Romantschuk | Ukraine    | 7:42,61 min |
| 2     | Gregorio Paltrinieri | Italien    | 7:43,62 min |
| 3     | Gabriele Detti       | Italien    | 7:46,10 min |
| 4     | Henrik Christiansen  | Norwegen   | 7:47,99 min |
| 5     | Anton Ipsen          | Dänemark   | 7:52,07 min |
| 6     | José Paulo Lopes     | Portugal   | 7:52,68 min |
| 7     | Joris Bouchaut       | Frankreich | 7:52,85 min |
| 8     | Serhij Frolow        | Ukraine    | 7:56,12 min |

| Platz | Athlet               | Land                   | Zeit         |
| ----- | -------------------- | ---------------------- | ------------ |
| 1     | Mychajlo Romantschuk | Ukraine                | 14:39,89 min |
| 2     | Gregorio Paltrinieri | Italien                | 14:42,91 min |
| 3     | Domenico Acerenza    | Italien                | 14:54,36 min |
| 4     | Damien Joly          | Frankreich             | 14:56,38 min |
| 5     | Daniel Jervis        | Vereinigtes Königreich | 14:58,42 min |
| 6     | Ákos Kalmár          | Ungarn                 | 15:04,61 min |
| 7     | Henrik Christiansen  | Norwegen               | 15:05,19 min |
| 8     | Alexander Jegorow    | Russland               | 15:10,43 min |

#### Rücken
| Platz | Athlet                 | Land         | Zeit       |
| ----- | ---------------------- | ------------ | ---------- |
| 1     | Kliment Kolesnikow     | Russland     | 23,80 s WR |
| 2     | Robert Glință          | Rumänien     | 24,42 s    |
| 3     | Hugo González          | Spanien      | 24,47 s    |
| 4     | Apostolos Christou     | Griechenland | 24,59 s    |
| 5     | Grigori Tarassewitsch  | Russland     | 24,72 s    |
| 6     | Wiktar Stassjalowitsch | Belarus      | 24,89 s    |
| 7     | Conor Ferguson         | Irland       | 24,92 s    |
| 7     | Simone Sabbioni        | Italien      | 24,92 s    |

| Platz | Athlet               | Land                   | Zeit    |
| ----- | -------------------- | ---------------------- | ------- |
| 1     | Robert Glință        | Rumänien               | 52,88 s |
| 2     | Hugo González        | Spanien                | 52,90 s |
| 3     | Apostolos Christou   | Griechenland           | 52,97 s |
| 3     | Yohann Ndoye Brouard | Frankreich             | 52,97 s |
| 5     | Mewen Tomac          | Frankreich             | 53,00 s |
| 6     | Thomas Ceccon        | Italien                | 53,02 s |
| 7     | Luke Greenbank       | Vereinigtes Königreich | 53,34 s |
| 8     | Jewgeni Rylow        | Russland               | 53,51 s |

| Platz | Athlet               | Land                   | Zeit        |
| ----- | -------------------- | ---------------------- | ----------- |
| 1     | Jewgeni Rylow        | Russland               | 1:54,46 min |
| 2     | Luke Greenbank       | Vereinigtes Königreich | 1:54,62 min |
| 3     | Roman Mityukov       | Schweiz                | 1:56,33 min |
| 4     | Yohann Ndoye Brouard | Frankreich             | 1:56,37 min |
| 5     | Ádám Telegdy         | Ungarn                 | 1:56,67 min |
| 6     | Radosław Kawęcki     | Polen                  | 1:57,05 min |
| 7     | Jakub Skierka        | Polen                  | 1:58,56 min |
| 8     | Antoine Herlem       | Frankreich             | 1:58,64 min |

#### Brust
| Platz | Athlet              | Land           | Zeit    |
| ----- | ------------------- | -------------- | ------- |
| 1     | Adam Peaty          | Großbritannien | 26,21 s |
| 2     | Ilja Schymanowitsch | Belarus        | 26,55 s |
| 3     | Nicolò Martinenghi  | Italien        | 26,68 s |
| 4     | Jan Kozakiewicz     | Polen          | 27,10 s |
| 5     | Arno Kamminga       | Niederlande    | 27,13 s |
| 5     | Lucas Matzerath     | Deutschland    | 27,13 s |
| 7     | Kirill Prigoda      | Russland       | 27,30 s |
| 8     | Alessandro Pinzuti  | Italien        | 27,54 s |

| Platz | Athlet              | Land           | Zeit    |
| ----- | ------------------- | -------------- | ------- |
| 1     | Adam Peaty          | Großbritannien | 57,66 s |
| 2     | Arno Kamminga       | Niederlande    | 58,10 s |
| 3     | James Wilby         | Großbritannien | 58,58 s |
| 4     | Ilja Schymanowitsch | Belarus        | 58,75 s |
| 5     | Nicolò Martinenghi  | Italien        | 58,94 s |
| 6     | Andrius Šidlauskas  | Litauen        | 59,31 s |
| 7     | Alessandro Pinzuti  | Italien        | 59,50 s |
| 8     | Berkay Ömer Öğretir | Türkei         | 59,52 s |

| Platz | Athlet          | Land           | Zeit        |
| ----- | --------------- | -------------- | ----------- |
| 1     | Anton Tschupkow | Russland       | 2:06,99 min |
| 2     | Arno Kamminga   | Niederlande    | 2:07,35 min |
| 3     | Erik Persson    | Schweden       | 2:07,66 min |
| 4     | Matti Mattsson  | Finnland       | 2:08,48 min |
| 5     | Ross Murdoch    | Großbritannien | 2:08,58 min |
| 6     | Kirill Prigoda  | Russland       | 2:09,23 min |
| 7     | Caspar Corbeau  | Niederlande    | 2:09,73 min |
| 8     | James Wilby     | Großbritannien | 2:10,34 min |

#### Schmetterling
| Platz | Athlet            | Land        | Zeit    |
| ----- | ----------------- | ----------- | ------- |
| 1     | Szebasztián Szabó | Ungarn      | 23,00 s |
| 2     | Andrij Howorow    | Ukraine     | 23,01 s |
| 3     | Andrei Schilkin   | Russland    | 23,08 s |
| 4     | Konrad Czerniak   | Polen       | 23,09 s |
| 5     | Nyls Korstanje    | Niederlande | 23,14 s |
| 6     | Andrei Minakow    | Russland    | 23,18 s |
| 7     | Piero Codia       | Italien     | 23,54 s |
| 8     | Thomas Ceccon     | Italien     | 23,56 s |

| Platz | Athlet                  | Land                   | Zeit    |
| ----- | ----------------------- | ---------------------- | ------- |
| 1     | Kristóf Milák           | Ungarn                 | 50,18 s |
| 2     | Jossif Miladinow        | Bulgarien              | 50,93 s |
| 3     | James Guy               | Vereinigtes Königreich | 50,99 s |
| 4     | Jakub Majerski          | Polen                  | 51,11 s |
| 5     | Federico Burdisso       | Italien                | 51,39 s |
| 6     | Michail Wekowischtschew | Russland               | 51,43 s |
| 7     | Noè Ponti               | Schweiz                | 51,45 s |
| 8     | Szebasztián Szabó       | Ungarn                 | 51,86 s |

| Platz | Athlet             | Land      | Zeit             |
| ----- | ------------------ | --------- | ---------------- |
| 1     | Kristóf Milák      | Ungarn    | 1:51,10 min (CR) |
| 2     | Federico Burdisso  | Italien   | 1:54,28 min      |
| 3     | Tamás Kenderesi    | Ungarn    | 1:54,43 min      |
| 4     | Antani Ivanov      | Bulgarien | 1:54,50 min      |
| 5     | Noè Ponti          | Schweiz   | 1:55,18 min      |
| 6     | Louis Croenen      | Belgien   | 1:55,69 min      |
| 7     | Alexander Kudashev | Russland  | 1:56,33 min      |
| 8     | Giacomo Carini     | Italien   | 1:56,69 min      |

#### Lagen
| Platz | Athlet             | Land                   | Zeit        |
| ----- | ------------------ | ---------------------- | ----------- |
| 1     | Hugo González      | Spanien                | 1:56,76 min |
| 2     | Jérémy Desplanches | Schweiz                | 1,56,95 min |
| 3     | Alberto Razzetti   | Italien                | 1:57,25 min |
| 4     | László Cseh        | Ungarn                 | 1:58,04 min |
| 5     | Hubert Kós         | Ungarn                 | 1:58,12 min |
| 6     | Duncan Scott       | Vereinigtes Königreich | 1:58,18 min |
| 7     | Andreas Vazaios    | Griechenland           | 1:58,35 min |
| 8     | Max Litchfield     | Vereinigtes Königreich | 1:58,52 min |

| Platz | Athlet                | Land                   | Zeit        |
| ----- | --------------------- | ---------------------- | ----------- |
| 1     | Ilja Borodin          | Russland               | 4:10,02 min |
| 2     | Alberto Razzetti      | Italien                | 4:11,07 min |
| 3     | Max Litchfield        | Vereinigtes Königreich | 4:11,56 min |
| 4     | Dávid Verrasztó       | Ungarn                 | 4:12,15 min |
| 5     | Pier Andrea Matteazzi | Italien                | 4:12,79 min |
| 6     | Péter Bernek          | Ungarn                 | 4:14,33 min |
| 7     | Joan Lluís Pons       | Spanien                | 4:16,75 min |
| 8     | Maxim Stupin          | Russland               | 4:17,06 min |

#### Staffel
| Platz | Athleten                                                                 | Land           | Zeit        |
| ----- | ------------------------------------------------------------------------ | -------------- | ----------- |
| 1     | Andrei Minakow Aleksandr Shchegolev Wladislaw Grinew Kliment Kolesnikow  | Russland       | 3:10,41 min |
| 2     | Thomas Dean Matthew Richards James Guy Duncan Scott                      | Großbritannien | 3:11,56 min |
| 3     | Alessandro Miressi Lorenzo Zazzeri Thomas Ceccon Manuel Frigo            | Italien        | 3:11,87 min |
| 4     | Nándor Németh Szebasztián Szabó Richárd Bohus Kristóf Milák              | Ungarn         | 3:12,50 min |
| 5     | Apostolos Christou Kristian Gkolomeev Odysseus Meladinis Andreas Vazaios | Griechenland   | 3:13,39 min |
| 6     | Roman Mityukov Nils Liess Noè Ponti Antonio Djakovic                     | Schweiz        | 3:13,41 min |
| 7     | Velimir Stjepanović Uroš Nikolić Andrej Barna Nikola Aćin                | Serbien        | 3:13,73 min |
| 8     | Nyls Korstanje Stan Pijnenburg Thom de Boer Jesse Puts                   | Niederlande    | 3:13,79 min |

| Platz | Athleten                                                                        | Land                   | Zeit        |
| ----- | ------------------------------------------------------------------------------- | ---------------------- | ----------- |
| 1     | Martin Maljutin Aleksandr Shchegolev Alexander Krasnych Michail Wekowischtschew | Russland               | 7:03,48 min |
| 2     | Thomas Dean Matthew Richards James Guy Duncan Scott                             | Vereinigtes Königreich | 7:04,61 min |
| 3     | Stefano Ballo Matteo Ciampi Marco De Tullio Stefano Di Cola                     | Italien                | 7:06,05 min |
| 4     | Jordan Pothain Enzo Tesic Mewen Tomac Jonathan Atsu                             | Frankreich             | 7:07,24 min |
| 5     | Jack McMillan Jordan Sloan Finn McGeever Gerry Quinn                            | Irland                 | 7:12,00 min |
| 6     | César Castro Moritz Berg Mario Mollá Miguel Durán                               | Spanien                | 7:13,49 min |
| 7     | Alexandre Marcourt Sebastien De Meulemeester Thomas Thijs Lorenz Weiremans      | Belgien                | 7:16,39 min |
| 8     | Antonio Djakovic Nils Liess Noè Ponti Roman Mityukov                            | Schweiz                | DSQ         |

| Platz | Athleten                                                                  | Land                   | Zeit             |
| ----- | ------------------------------------------------------------------------- | ---------------------- | ---------------- |
| 1     | Luke Greenbank Adam Peaty James Guy Duncan Scott                          | Vereinigtes Königreich | 3:28,59 min (CR) |
| 2     | Kliment Kolesnikow Kirill Prigoda Michail Wekowischtschew Andrei Minakow  | Russland               | 3:29,50 min      |
| 3     | Thomas Ceccon Nicolò Martinenghi Federico Burdisso Alessandro Miressi     | Italien                | 3:29,93 min      |
| 4     | Kacper Stokowski Jan Kozakiewicz Jakub Majerski Jakub Kraska              | Polen                  | 3:32,82 min      |
| 5     | Yohann Ndoye Brouard Théo Bussière Mehdy Metella Maxime Grousset          | Frankreich             | 3:33,10 min      |
| 6     | Wiktar Stassjalowitsch Ilja Schymanowitsch Jauhen Zurkin Artsiom Machekin | Belarus                | 3:34,20 min      |
| 7     | Shane Ryan Darragh Greene Brendan Hyland Jack McMillan                    | Irland                 | 3:34,88 min      |
| 8     | Björn Kammann Lucas Matzerath Ramon Klenz Josha Salchow                   | Deutschland            | 3:35,27 min      |

### Frauen

#### Freistil
| Platz | Athletin            | Land                   | Zeit    |
| ----- | ------------------- | ---------------------- | ------- |
| 1     | Ranomi Kromowidjojo | Niederlande            | 23,97 s |
| 2     | Pernille Blume      | Dänemark               | 24,17 s |
| 2     | Katarzyna Wilk      | Polen                  | 24,17 s |
| 4     | Marija Kamenewa     | Russland               | 24,29 s |
| 5     | Femke Heemskerk     | Niederlande            | 24,32 s |
| 6     | Anna Hopkin         | Vereinigtes Königreich | 24,51 s |
| 7     | Michelle Coleman    | Schweden               | 24,65 s |
| 8     | Barbora Seemanová   | Tschechien             | 24,67 s |

| Platz | Athletin            | Land                   | Zeit    |
| ----- | ------------------- | ---------------------- | ------- |
| 1     | Femke Heemskerk     | Niederlande            | 53,05 s |
| 2     | Marie Wattel        | Frankreich             | 53,32 s |
| 3     | Anna Hopkin         | Vereinigtes Königreich | 53,43 s |
| 4     | Ranomi Kromowidjojo | Niederlande            | 53,44 s |
| 5     | Freya Anderson      | Vereinigtes Königreich | 53,56 s |
| 6     | Signe Bro           | Dänemark               | 53,69 s |
| 7     | Barbora Seemanová   | Tschechien             | 53,74 s |
| 8     | Michelle Coleman    | Schweden               | 54,15 s |

| Platz | Athletin            | Land                   | Zeit        |
| ----- | ------------------- | ---------------------- | ----------- |
| 1     | Barbora Seemanová   | Tschechien             | 1:56,27 min |
| 2     | Federica Pellegrini | Italien                | 1:56,29 min |
| 3     | Freya Anderson      | Vereinigtes Königreich | 1:56,42 min |
| 4     | Charlotte Bonnet    | Frankreich             | 1:56,55 min |
| 5     | Andrea Murez        | Israel                 | 1:58,48 min |
| 6     | Katja Fain          | Slowenien              | 1:58,76 min |
| 7     | Valentine Dumont    | Belgien                | 1:58,78 min |
| 8     | Julia Mrozinski     | Deutschland            | 1:59,36 min |

| Platz | Athletin          | Land                   | Zeit        |
| ----- | ----------------- | ---------------------- | ----------- |
| 1     | Simona Quadarella | Italien                | 4:04,66 min |
| 2     | Anna Jegorowa     | Russland               | 4:06,05 min |
| 3     | Boglárka Kapás    | Ungarn                 | 4:06,90 min |
| 4     | Ajna Késely       | Ungarn                 | 4:07,42 min |
| 5     | Beril Böcekler    | Türkei                 | 4:08,18 min |
| 6     | Julia Hassler     | Liechtenstein          | 4:08,23 min |
| 7     | Merve Tuncel      | Türkei                 | 4:10,97 min |
| 8     | Holly Hibbott     | Vereinigtes Königreich | 4:11,54 min |

| Platz | Athletin                    | Land          | Zeit        |
| ----- | --------------------------- | ------------- | ----------- |
| 1     | Simona Quadarella           | Italien       | 8:20,23 min |
| 2     | Anastassija Kirpitschnikowa | Russland      | 8:21,86 min |
| 3     | Anna Jegorowa               | Russland      | 8:26,56 min |
| 4     | Ajna Késely                 | Ungarn        | 8:27,31 min |
| 5     | Martina Caramignoli         | Italien       | 8:29,81 min |
| 6     | Julia Hassler               | Liechtenstein | 8:32,17 min |
| 7     | Jimena Pérez                | Spanien       | 8:33,14 min |
| 8     | María de Valdés             | Spanien       | 8:33,90 min |

| Platz | Athletin                    | Land     | Zeit         |
| ----- | --------------------------- | -------- | ------------ |
| 1     | Simona Quadarella           | Italien  | 15:53,59 min |
| 2     | Anastassija Kirpitschnikowa | Russland | 16:01,06 min |
| 3     | Martina Rita Caramignoli    | Italien  | 16:05,81 min |
| 4     | Ajna Késely                 | Ungarn   | 16:10,50 min |
| 5     | María de Valdés             | Spanien  | 16:14,77 min |
| 6     | Viktória Mihályvári-Farkas  | Ungarn   | 16:17,27 min |
| 7     | Jimena Pérez Blanco         | Spanien  | 16:19,11 min |
| 8     | Tamila Holub                | Portugal | 16:32,20 min |

#### Rücken
| Platz | Athletin              | Land           | Zeit    |
| ----- | --------------------- | -------------- | ------- |
| 1     | Kira Toussaint        | Niederlande    | 27,36 s |
| 2     | Kathleen Dawson       | Großbritannien | 27,46 s |
| 3     | Maaike de Waard       | Niederlande    | 27,74 s |
| 4     | Cassie Wild           | Großbritannien | 27,85 s |
| 5     | Anastassija Fessikowa | Russland       | 27,90 s |
| 6     | Julie Kepp Jensen     | Dänemark       | 28,01 s |
| 7     | Mimosa Jallow         | Finnland       | 28,16 s |
| 8     | Caroline Pilhatsch    | Österreich     | DSQ     |

| Platz | Athletin              | Land                   | Zeit        |
| ----- | --------------------- | ---------------------- | ----------- |
| 1     | Kathleen Dawson       | Vereinigtes Königreich | 58,49 s     |
| 2     | Margherita Panziera   | Italien                | 59,01 s     |
| 3     | Marija Kamenewa       | Russland               | 59,22 s     |
| 4     | Kira Toussaint        | Niederlande            | 59,32 s     |
| 5     | Cassie Wild           | Vereinigtes Königreich | 59,68 s     |
| 6     | Louise Hansson        | Schweden               | 1:00,04 min |
| 7     | Anastassija Fessikowa | Russland               | 1:00,33 min |
| 8     | Maaike de Waard       | Niederlande            | 1:00,64 min |

| Platz | Athletin              | Land                   | Zeit             |
| ----- | --------------------- | ---------------------- | ---------------- |
| 1     | Margherita Panziera   | Italien                | 2:06,08 min (CR) |
| 2     | Cassie Wild           | Vereinigtes Königreich | 2:07,74 min      |
| 3     | Katalin Burián        | Ungarn                 | 2:07,87 min      |
| 4     | Lena Grabowski        | Österreich             | 2:08,19 min      |
| 5     | África Zamorano       | Spanien                | 2:09,76 min      |
| 6     | Katie Shanahan        | Vereinigtes Königreich | 2:09,90 min      |
| 7     | Eszter Szabó-Feltóthy | Ungarn                 | 2:10,19 min      |
| 8     | Daryna Sewina         | Ukraine                | 2:13,06 min      |

#### Brust
| Platz | Athletin            | Land                   | Zeit    |
| ----- | ------------------- | ---------------------- | ------- |
| 1     | Benedetta Pilato    | Italien                | 29,35 s |
| 2     | Ida Hulkko          | Finnland               | 30,19 s |
| 3     | Julija Jefimowa     | Russland               | 30,22 s |
| 4     | Sarah Vasey         | Vereinigtes Königreich | 30,23 s |
| 5     | Sophie Hansson      | Schweden               | 30,31 s |
| 6     | Arianna Castiglioni | Italien                | 30,35 s |
| 7     | Veera Kivirinta     | Finnland               | 30,72 s |
| 8     | Tatiana Belonogoff  | Russland               | 30,77 s |

| Platz | Athletin            | Land                   | Zeit        |
| ----- | ------------------- | ---------------------- | ----------- |
| 1     | Sophie Hansson      | Schweden               | 1:05,69 min |
| 2     | Arianna Castiglioni | Italien                | 1:06,13 min |
| 3     | Martina Carraro     | Italien                | 1,06,21 min |
| 4     | Julija Jefimowa     | Russland               | 1:06,33 min |
| 5     | Molly Renshaw       | Vereinigtes Königreich | 1,06,35 min |
| 6     | Sarah Vasey         | Vereinigtes Königreich | 1:06,42 min |
| 7     | Mona McSharry       | Irland                 | 1,06,58 min |
| 8     | Eneli Jefimova      | Estland                | 1:06,83 min |

| Platz | Athletin                | Land                   | Zeit        |
| ----- | ----------------------- | ---------------------- | ----------- |
| 1     | Molly Renshaw           | Vereinigtes Königreich | 2:21,34 min |
| 2     | Lisa Mamié              | Schweiz                | 2:22,05 min |
| 3     | Julija Jefimowa         | Russland               | 2:22,16 min |
| 4     | Jewgenija Tschikunowa   | Russland               | 2:22,17 min |
| 5     | Abbie Wood              | Vereinigtes Königreich | 2:22,78 min |
| 6     | Francesca Fangio        | Italien                | 2:24,26 min |
| 7     | Marina García Urzainqui | Spanien                | 2:25,76 min |
| 8     | Jessica Vall            | Spanien                | 2:25,84 min |

#### Schmetterling
| Platz | Athletin            | Land         | Zeit    |
| ----- | ------------------- | ------------ | ------- |
| 1     | Ranomi Kromowidjojo | Niederlande  | 25,30 s |
| 2     | Mélanie Henique     | Frankreich   | 25,46 s |
| 3     | Emilie Beckmann     | Dänemark     | 25,59 s |
| 4     | Anna Doudounaki     | Griechenland | 25,65 s |
| 5     | Maaike de Waard     | Niederlande  | 25,76 s |
| 6     | Sara Junevik        | Schweden     | 25,84 s |
| 7     | Jeanette Ottesen    | Dänemark     | 25,85 s |
| 8     | Arina Surkowa       | Russland     | 25,87 s |

| Platz | Athletin              | Land         | Zeit    |
| ----- | --------------------- | ------------ | ------- |
| 1     | Anna Doudounaki       | Griechenland | 57,37 s |
| 1     | Marie Wattel          | Frankreich   | 57,37 s |
| 3     | Louise Hansson        | Schweden     | 57,56 s |
| 4     | Swetlana Tschimrowa   | Russland     | 57,65 s |
| 5     | Elena Di Liddo        | Italien      | 58,05 s |
| 6     | Anastassija Schkurdaj | Belarus      | 58,10 s |
| 7     | Arina Surkowa         | Russland     | 58,21 s |
| 8     | Ilaria Bianchi        | Italien      | 58,41 s |

| Platz | Athletin              | Land                   | Zeit        |
| ----- | --------------------- | ---------------------- | ----------- |
| 1     | Boglárka Kapás        | Ungarn                 | 2:06,50 min |
| 2     | Katinka Hosszú        | Ungarn                 | 2:08,14 min |
| 3     | Swetlana Tschimrowa   | Russland               | 2:08,55 min |
| 4     | Helena Rosendahl Bach | Dänemark               | 2:08,89 min |
| 5     | Ilaria Cusinato       | Italien                | 2:08,91 min |
| 6     | Laura Stephens        | Vereinigtes Königreich | 2:09,42 min |
| 7     | Kathrin Demler        | Deutschland            | 2:09,94 min |
| 8     | Keanna MacInnes       | Vereinigtes Königreich | 2:10,25 min |

#### Lagen
| Platz | Athletin           | Land                   | Zeit        |
| ----- | ------------------ | ---------------------- | ----------- |
| 1     | Anastasia Gorbenko | Israel                 | 2:09,99 min |
| 2     | Abbie Wood         | Vereinigtes Königreich | 2:10,03 min |
| 3     | Katinka Hosszú     | Ungarn                 | 2:10,12 min |
| 4     | Sara Franceschi    | Italien                | 2:10,65 min |
| 5     | Maria Ugolkova     | Schweiz                | 2:10,76 min |
| 6     | Ilaria Cusinato    | Italien                | 2:11,70 min |
| 7     | Dalma Sebestyén    | Ungarn                 | 2:12,42 min |
| 8     | Cyrielle Duhamel   | Frankreich             | 2:13,22 min |

| Platz | Athletin                   | Land           | Zeit        |
| ----- | -------------------------- | -------------- | ----------- |
| 1     | Katinka Hosszú             | Ungarn         | 4:34,76 min |
| 2     | Viktória Mihályvári-Farkas | Ungarn         | 4:36,81 min |
| 2     | Aimee Willmott             | Großbritannien | 4:36,81 min |
| 4     | Ilaria Cusinato            | Italien        | 4:38,08 min |
| 5     | Sara Franceschi            | Italien        | 4:4074 min  |
| 6     | Anja Crevar                | Serbien        | 4:40,84 min |
| 7     | Zoe Vogelmann              | Deutschland    | 4:45,61 min |
| 8     | Catalina Corró             | Spanien        | 4:46,03 min |

#### Staffel
| Platz | Athletinnen                                                                   | Land           | Zeit        |
| ----- | ----------------------------------------------------------------------------- | -------------- | ----------- |
| 1     | Lucy Hope Anna Hopkin Abbie Wood Freya Anderson                               | Großbritannien | 3:34,17 min |
| 2     | Ranomi Kromowidjojo Kira Toussaint Marrit Steenbergen Femke Heemskerk         | Niederlande    | 3:34,29 min |
| 3     | Marie Wattel Charlotte Bonnet Anouchka Martin Assia Touati                    | Frankreich     | 3:35,92 min |
| 4     | Signe Bro Jeanette Ottesen Julie Kepp Jensen Pernille Blume                   | Dänemark       | 3:36,81 min |
| 5     | Michelle Coleman Sara Junevik Sophie Hansson Louise Hansson                   | Schweden       | 3:38,72 min |
| 6     | Silvia Di Pietro Margherita Panziera Federica Pellegrini Costanza Cocconcelli | Italien        | 3:39,08 min |
| 7     | Neža Klančar Katja Fain Janja Šegel Tjaša Pintar                              | Slowenien      | 3:39,96 min |
| 8     | Fanni Gyurinovics Panna Ugrai Petra Senánszky Evelyn Verrasztó                | Ungarn         | 3:42,31 min |

| Platz | Athletinnen                                                                    | Land                   | Zeit        |
| ----- | ------------------------------------------------------------------------------ | ---------------------- | ----------- |
| 1     | Lucy Hope Tamryn Van Selm Holly Hibbott Freya Anderson                         | Vereinigtes Königreich | 7:53,15 min |
| 2     | Zsuzsanna Jakabos Fanni Fábián Laura Veres Boglárka Kapás                      | Ungarn                 | 7:56,26 min |
| 3     | Stefania Pirozzi Sara Gailli Simona Quadarella Federica Pellegrini             | Italien                | 7:56,72 min |
| 4     | Charlotte Bonnet Océane Carnez Lucile Tessariol Assia Touati                   | Frankreich             | 7:59,45 min |
| 5     | Marina Heller Hansen Helena Rosendahl Bach Amalie Søby Mortensen Maj Howardsen | Dänemark               | 8:01,33 min |
| 6     | Aleksandra Knop Aleksandra Polańska Paulina Nogaj Dominika Kossakowska         | Polen                  | 8:03,85 min |
| 7     | Valentine Dumont Kimberly Buys Lana Ravelingien Lotte Goris                    | Belgien                | 8:04,89 min |
| 8     | Daria Golovaty Andrea Murez Lea Polonsky Anastasia Gorbenko                    | Israel                 | 8:07,69 min |

| Platz | Athletinnen                                                                        | Land                   | Zeit             |
| ----- | ---------------------------------------------------------------------------------- | ---------------------- | ---------------- |
| 1     | Kathleen Dawson Molly Renshaw Laura Stephens Anna Hopkin                           | Vereinigtes Königreich | 3:54,01 min (CR) |
| 2     | Marija Kamenewa Julija Jefimowa Swetlana Tschimrowa Arina Surkowa                  | Russland               | 3:56,25 min      |
| 3     | Margherita Panziera Arianna Castiglioni Elena Di Liddo Federica Pellegrini         | Italien                | 3:56,30 min      |
| 4     | Michelle Coleman Sophie Hansson Louise Hansson Sara Junevik                        | Schweden               | 3:56,54 min      |
| 5     | Kira Toussaint Tes Schouten Maaike de Waard Femke Heemskerk                        | Niederlande            | 3:57,41 min      |
| 6     | Anastassija Schkurdaj Alina Zmushka Anastassija Kuljaschowa Nastassia Karakouskaya | Belarus                | 4:00,37 min      |
| 7     | Mimosa Jallow Ida Hulkko Laura Lahtinen Fanny Teijonsalo                           | Finnland               | 4:01,96 min      |
|       | Karoline Sørensen Clara Rybak-Andersen Emilie Beckmann Signe Bro                   | Dänemark               | DSQ              |

### Mixed

#### Staffel
| Platz | Athlet/-in                                                            | Land                   | Zeit        |
| ----- | --------------------------------------------------------------------- | ---------------------- | ----------- |
| 1     | Duncan Scott Thomas Dean Anna Hopkin Freya Anderson                   | Vereinigtes Königreich | 3:22,07 min |
| 2     | Stan Pijnenburg Jesse Puts Ranomi Kromowidjojo Femke Heemskerk        | Niederlande            | 3:22,26 min |
| 3     | Alessandro Miressi Thomas Ceccon Federica Pellegrini Silvia Di Pietro | Italien                | 3:22,64 min |
| 4     | Jakub Kraska Kacper Majchrzak Alicja Tchórz Katarzyna Wasick          | Polen                  | 3:25,59 min |
| 5     | Nándor Németh Richárd Bohus Petra Senánszky Fanni Gyurinovics         | Ungarn                 | 3:26,27 min |
| 6     | Robin Hanson Isak Eliasson Louise Hansson Sara Junevik                | Schweden               | 3:27,30 min |
| 7     | Andrej Barna Velimir Stjepanović Tanja Popović Nina Stanisavljević    | Serbien                | 3:28,35 min |
| 8     | Mathias Rysgaard Frederik Ried Lentz Signe Bro Julie Kepp Jensen      | Dänemark               | DSQ         |

| Platz | Athlet/-in                                                                           | Land                   | Zeit             |
| ----- | ------------------------------------------------------------------------------------ | ---------------------- | ---------------- |
| 1     | Thomas Dean James Guy Abbie Wood Freya Anderson                                      | Vereinigtes Königreich | 7:26,67 min (CR) |
| 2     | Stefano Ballo Stefano Di Cola Federica Pellegrini Margherita Panziera                | Italien                | 7:29,35 min      |
| 3     | Alexander Schtschogolew Alexander Krasnych Anna Jegorowa Anastassija Kirpitschnikowa | Russland               | 7:31,54 min      |
| 4     | Denis Loktev Ron Polonsky Andrea Murez Anastasia Gorbenko                            | Israel                 | 7:32,96 min      |
| 5     | Mikkel Gadgaard Andreas Hansen Signe Bro Helena Rosendahl Bach                       | Dänemark               | 7:35,81 min      |
| 6     | Balázs Holló Gábor Zombori Laura Veres Fanni Fábián                                  | Ungarn                 | 7:36,42 min      |
| 7     | Baturalp Ünlü Efe Turan Merve Tuncel Deniz Ertan                                     | Türkei                 | 7:44,02 min      |
| 8     | Brendan Hyland Max McCusker Naomi Trait Victoria Catterson                           | Irland                 | 7:50,41 min      |

| Platz | Athlet/-in                                                                               | Land                   | Zeit             |
| ----- | ---------------------------------------------------------------------------------------- | ---------------------- | ---------------- |
| 1     | Kathleen Dawson Adam Peaty James Guy Anna Hopkin                                         | Vereinigtes Königreich | 3:38,82 min (ER) |
| 2     | Kira Toussaint Arno Kamminga Nyls Korstanje Femke Heemskerk                              | Niederlande            | 3:41,28 min      |
| 3     | Margherita Panziera Nicolò Martinenghi Elena Di Liddo Alessandro Miressi                 | Italien                | 3:42,30 min      |
| 4     | Kliment Kolesnikow Julija Jefimowa Andrei Minakow Marija Kamenewa                        | Russland               | 3:43,60 min      |
| 5     | Roman Mityukov Lisa Mamié Noè Ponti Maria Ugolkova                                       | Schweiz                | 3:46,16 min      |
| 6     | Wiktar Stassjalowitsch Ilja Schymanowitsch Anastassija Kuljaschowa Anastassija Schkurdaj | Belarus                | 3:46,82 min      |
| 7     | Kacper Stokowski Jan Kalusowski Paulina Peda Katarzyna Wasick                            | Polen                  | 3:49,02 min      |
| 8     | Nicolás García Jessica Vall Alberto Lozano Lidón Muñoz                                   | Spanien                | 3:49,90 min      |

## Freiwasserschwimmen

### Männer
| Platz | Athlet               | Land       | Zeit        |
| ----- | -------------------- | ---------- | ----------- |
| 1     | Gregorio Paltrinieri | Italien    | 55:43,3 min |
| 2     | Marc-Antoine Olivier | Frankreich | 55:45,1 min |
| 3     | Dario Verani         | Italien    | 55:46,6 min |
| 4     | Kristóf Rasovszky    | Ungarn     | 55:47,3 min |
| 5     | Logan Fontaine       | Frankreich | 55:47,5 min |
| 6     | Marcello Guidi       | Italien    | 55:47,7 min |
| 7     | Jules Wallart        | Frankreich | 55:49,5 min |
| 8     | Kirill Abrossimow    | Russland   | 55:50,2 min |

| Platz | Athlet               | Land           | Zeit        |
| ----- | -------------------- | -------------- | ----------- |
| 1     | Gregorio Paltrinieri | Italien        | 1:51:30,6 h |
| 2     | Marc-Antoine Olivier | Frankreich     | 1:51:41,7 h |
| 3     | Florian Wellbrock    | Deutschland    | 1:51:42,0 h |
| 4     | Ferry Weertman       | Niederlande    | 1:51:43,0 h |
| 5     | Kristóf Rasovszky    | Ungarn         | 1:51:45,0 h |
| 6     | Mario Sanzullo       | Italien        | 1:51:46,4 h |
| 7     | Axel Reymond         | Frankreich     | 1:51:49,6 h |
| 8     | Hector Pardoe        | Großbritannien | 1:51:55,4 h |

| Platz | Athlet             | Land        | Zeit        |
| ----- | ------------------ | ----------- | ----------- |
| 1     | Axel Reymond       | Frankreich  | 4:35:59,8 h |
| 2     | Matteo Furlan      | Italien     | 4:36:05,1 h |
| 3     | Kirill Abrossimow  | Russland    | 4:36:06,2 h |
| 4     | Alessio Occhipinti | Italien     | 4:36:12,0 h |
| 5     | Lars Bottelier     | Niederlande | 4:36:17,9 h |
| 6     | Simone Ruffini     | Italien     | 4:36:18,1 h |
| 7     | Ruslan Sadykov     | Russland    | 4:37:13,4 h |
| 8     | Péter Gálicz       | Ungarn      | 4:37:32,7 h |

### Frauen
| Platz | Athletin              | Land        | Zeit        |
| ----- | --------------------- | ----------- | ----------- |
| 1     | Sharon van Rouwendaal | Niederlande | 58:45,2 min |
| 2     | Giulia Gabbrielleschi | Italien     | 58:49,3 min |
| 3     | Océane Cassignol      | Frankreich  | 58:51,4 min |
| 4     | Lara Grangeon         | Frankreich  | 58:56,4 min |
| 5     | Leonie Antonia Beck   | Deutschland | 58:57,2 min |
| 6     | Ginevra Taddeucci     | Italien     | 58:57,8 min |
| 7     | Jeannette Spiwoks     | Deutschland | 58:59,4 min |
| 8     | Angélica André        | Portugal    | 59:00,3 min |

| Platz | Athletin                    | Land        | Zeit        |
| ----- | --------------------------- | ----------- | ----------- |
| 1     | Sharon van Rouwendaal       | Niederlande | 1:59:12,7 h |
| 2     | Anna Olasz                  | Ungarn      | 1:59:13,0 h |
| 3     | Rachele Bruni               | Italien     | 1:59:15,1 h |
| 4     | Paula Ruiz                  | Spanien     | 1:59:15,5 h |
| 5     | Giulia Gabbrielleschi       | Italien     | 1:59:16,2 h |
| 6     | Angélica André              | Portugal    | 1:59:18,0 h |
| 7     | Ginevra Taddeucci           | Italien     | 1:59:19,1 h |
| 8     | Anastassija Kirpitschnikowa | Russland    | 1:59:19,3 h |

| Platz | Athletin           | Land        | Zeit        |
| ----- | ------------------ | ----------- | ----------- |
| 1     | Lea Boy            | Deutschland | 4:53:57,0 h |
| 2     | Lara Grangeon      | Frankreich  | 4:54:58,4 h |
| 3     | Barbara Pozzobon   | Italien     | 4:54:58,7 h |
| 4     | Kata Sömenek Onon  | Ungarn      | 4:55:01,8 h |
| 5     | Ekaterina Sorokina | Russland    | 4:57:05,7 h |
| 6     | Elea Linka         | Deutschland | 4:57:07,6 h |
| 7     | Sofia Kolesnikova  | Russland    | 4:57:16,5 h |
| 8     | Luca Vas           | Ungarn      | 4:59:59,5 h |

### Gemischtes Team
| Platz | Athletin                                                                     | Land        | Zeit        |
| ----- | ---------------------------------------------------------------------------- | ----------- | ----------- |
| 1     | Rachele Bruni Giulia Gabbrielleschi Gregorio Paltrinieri Domenico Acerenza   | Italien     | 54:09,0 min |
| 2     | Lea Boy Leonie Antonia Beck Rob Muffels Florian Wellbrock                    | Deutschland | 54:18,0 min |
| 3     | Réka Rohács Anna Olasz Dávid Betlehem Kristóf Rasovszky                      | Ungarn      | 54:18,5 min |
| 4     | Océane Cassignol Lara Grangeon Logan Fontaine Marc-Antoine Olivier           | Frankreich  | 54:18,7 min |
| 5     | Anastassija Kirpitschnikowa Denis Adeev Ekaterina Sorokina Kirill Abrossimow | Russland    | 56:03,2 min |
| 6     | Martin Straka Alena Benešová Vít Ingeduld Julie Pleskotová                   | Tschechien  | 57:42,4 min |

## Synchronschwimmen

### Frauen
| Platz | Athletinnen | Land         | Punkte  |
| ----- | --- | ------------ | ------- |
| 1     | Maryna Aleksijiwa, Wladyslawa Aleksijiwa, Olesja Derewjantschenko, Marta Fjedina, Weronika Hryschko, Kateryna Resnik, Anastassija Sawtschuk, Alina Schynkarenko, Ksenija Sydorenko, Jelysaweta Jachno | Ukraine      | 94,700  |
| 2     | Maria Alzigkouzi Kominea, Eleni Deligianni, Eleni Fragkaki, Krystalenia Gialama, Pinelopi Karamesiou, Zoi Karangelou, Danai Kariori, Andriana Misikevych, Georgia Vasilopoulou, Violeta Zouzouni      | Griechenland | 89,100  |
| 3     | Vera Butsel, Marharyta Kiryliuk, Hanna Koutsun, Yana Kudzina, Kseniya Kuliashova, Anastasiya Navasiolava, Valeryia Puz, Anastasiya Suvalava, Kseniya Tratseuskaya, Aliaksandra Vysotskaya             | Belarus      | 86,0667 |
| 4     | Niké Barta, Dalma Csoppu, Linda Farkas, Boglárka Gács, Lilien Götz, Hanna Hatala, Szabina Hungler, Adelin Regényi, Luca Rényi, Anna Viktória Szabó                                                    | Ungarn       | 78,7667 |

| Platz | Athletin             | Land          | Punkte  |
| ----- | -------------------- | ------------- | ------- |
| 1     | Marta Fjedina        | Ukraine       | 91,8445 |
| 2     | Evangelia Platanioti | Griechenland  | 89,2897 |
| 3     | Vasilina Khandoshka  | Belarus       | 87,7173 |
| 4     | Vasiliki Alexandri   | Österreich    | 87,0872 |
| 5     | Lara Mechnig         | Liechtenstein | 83,4478 |
| 6     | Ilona Fahrni         | Schweiz       | 79,2455 |
| 7     | Nada Daabousová      | Slowakei      | 78,0825 |
| 8     | Marta Murru          | Italien       | 76,5767 |

| Platz | Athletinnen                                  | Land                   | Punkte  |
| ----- | -------------------------------------------- | ---------------------- | ------- |
| 1     | Swetlana Kolesnitschenko Swetlana Romaschina | Russland               | 96,2904 |
| 2     | Marta Fjedina Anastassija Sawtschuk          | Ukraine                | 92,6862 |
| 3     | Anna-Maria Alexandri Eirini-Marina Alexandri | Österreich             | 89,4592 |
| 4     | Vasilina Khandoshka Darja Kulagina           | Belarus                | 88,1958 |
| 5     | Bregje de Brouwer Noortje de Brouwer         | Niederlande            | 87,2526 |
| 6     | Alisa Ozhogina Iris Tió                      | Spanien                | 86,9546 |
| 7     | Kate Shortman Isabelle Thorpe                | Vereinigtes Königreich | 84,9244 |
| 8     | Eden Blecher Shelly Bobritsky                | Israel                 | 84,5304 |

| Platz | Athletinnen | Land                   | Punkte  |
| ----- | ----------- | ---------------------- | ------- |
| 1     |             | Russland               | 95,6705 |
| 2     |             | Ukraine                | 92,3920 |
| 3     |             | Spanien                | 89,7700 |
| 4     |             | Belarus                | 84,0494 |
| 5     |             | Israel                 | 82,7741 |
| 6     |             | Schweiz                | 82,3816 |
| 7     |             | Vereinigtes Königreich | 79,0943 |

| Platz | Athletin             | Land                   | Punkte  |
| ----- | -------------------- | ---------------------- | ------- |
| 1     | Warwara Subbotina    | Russland               | 96,4333 |
| 2     | Marta Fjedina        | Ukraine                | 93,7000 |
| 3     | Evangelia Platanioti | Griechenland           | 90,2333 |
| 4     | Vasilina Khandoshka  | Belarus                | 88,8667 |
| 5     | Vasiliki Alexandri   | Österreich             | 88,8667 |
| 6     | Kate Shortman        | Vereinigtes Königreich | 86,0000 |
| 7     | Mireia Hernández     | Spanien                | 85,7333 |
| 8     | Lara Mechnig         | Liechtenstein          | 84,7333 |

| Platz | Athletinnen                                  | Land                   | Punkte  |
| ----- | -------------------------------------------- | ---------------------- | ------- |
| 1     | Swetlana Kolesnitschenko Swetlana Romaschina | Russland               | 97,9000 |
| 2     | Marta Fjedina Anastasiya Savchuk             | Ukraine                | 94,3333 |
| 3     | Anna-Maria Alexandri Eirini-Marina Alexandri | Österreich             | 90,8667 |
| 4     | Vasilina Khandoshka Darja Kulagina           | Belarus                | 88,7333 |
| 5     | Bregje de Brouwer Noortje de Brouwer         | Niederlande            | 88,3000 |
| 6     | Veronica Gallo Marta Murru                   | Italien                | 85,8333 |
| 7     | Kate Shortman Isabelle Thorpe                | Vereinigtes Königreich | 85,8000 |
| 8     | Eden Blecher Shelly Bobritsky                | Israel                 | 85,7000 |

| Platz | Athletinnen | Land                   | Punkte  |
| ----- | ----------- | ---------------------- | ------- |
| 1     |             | Ukraine                | 95,0667 |
| 2     |             | Spanien                | 91,2333 |
| 3     |             | Israel                 | 86,8000 |
| 4     |             | Belarus                | 86,3333 |
| 5     |             | Vereinigtes Königreich | 81,8333 |
| 6     |             | Ungarn                 | 77,4000 |
| 7     |             | Polen                  | 72,5000 |

### Mixed
| Platz | Athlet/-in                             | Land     | Punkte  |
| ----- | -------------------------------------- | -------- | ------- |
| 1     | Maija Gurbanberdijewa Alexander Malzew | Russland | 91,7963 |
| 2     | Emma García Pau Ribes                  | Spanien  | 84,8694 |
| 3     | Isotta Sportelli Nicolò Ogliari        | Italien  | 77,4281 |
| 4     | Silvia Solymosyová Jozef Solymosy      | Slowakei | 73,3682 |

| Platz | Athlet/-in                        | Land     | Punkte  |
| ----- | --------------------------------- | -------- | ------- |
| 1     | Olesia Platonova Alexander Malzew | Russland | 93,9333 |
| 2     | Emma García Pau Ribes             | Spanien  | 86,5333 |
| 3     | Isotta Sportelli Nicolò Ogliari   | Italien  | 81,8667 |
| 4     | Silvia Solymosyová Jozef Solymosy | Slowakei | 76,1667 |

## Wasserspringen

### Männer
| Platz | Athlet            | Land           | Punkte |
| ----- | ----------------- | -------------- | ------ |
| 1     | Patrick Hausding  | Deutschland    | 427,75 |
| 2     | Jack Laugher      | Großbritannien | 402,90 |
| 3     | Giovanni Tocci    | Italien        | 402,50 |
| 4     | Lorenzo Marsaglia | Italien        | 371,05 |
| 5     | Ilja Moltschanow  | Russland       | 370,55 |
| 6     | Alexis Jandard    | Frankreich     | 365,75 |
| 7     | Nicolás García    | Spanien        | 363,10 |
| 8     | Guillaume Dutoit  | Schweiz        | 352,50 |

| Platz | Athlet            | Land           | Punkte |
| ----- | ----------------- | -------------- | ------ |
| 1     | Jewgeni Kusnezow  | Russland       | 525,20 |
| 2     | Nikita Schleicher | Russland       | 505,80 |
| 3     | Martin Wolfram    | Deutschland    | 484,65 |
| 4     | James Heatly      | Großbritannien | 464,60 |
| 5     | Oleh Kolodij      | Ukraine        | 446,95 |
| 6     | Jack Laugher      | Großbritannien | 423,10 |
| 7     | Guillaume Dutoit  | Schweiz        | 410,15 |
| 8     | Andrzej Rzeszutek | Polen          | 405,90 |

| Platz | Athlet              | Land           | Punkte |
| ----- | ------------------- | -------------- | ------ |
| 1     | Alexander Bondar    | Russland       | 564,35 |
| 2     | Tom Daley           | Großbritannien | 533,30 |
| 3     | Wiktor Minibajew    | Russland       | 530,05 |
| 4     | Timo Barthel        | Deutschland    | 499,10 |
| 5     | Noah Williams       | Großbritannien | 480,65 |
| 6     | Oleksij Sereda      | Ukraine        | 459,50 |
| 7     | Jaden Eikermann     | Deutschland    | 428,60 |
| 8     | Constantin Popovici | Rumänien       | 426,30 |

| Platz | Athleten                              | Land           | Punkte |
| ----- | ------------------------------------- | -------------- | ------ |
| 1     | Patrick Hausding Lars Rüdiger         | Deutschland    | 426,78 |
| 2     | Jewgeni Kusnezow Nikita Schleicher    | Russland       | 415,47 |
| 3     | Oleksandr Horschkowosow Oleh Kolodij  | Ukraine        | 409,92 |
| 4     | Lorenzo Marsaglia Giovanni Tocci      | Italien        | 386,82 |
| 5     | Kacper Lesiak Andrzej Rzeszutek       | Polen          | 363,99 |
| 6     | Daniel Goodfellow Jack Laugher        | Großbritannien | 360,63 |
| 7     | Alexander Hart Nikolaj Schaller       | Österreich     | 352,44 |
| 8     | Athanasios Tsirikos Nikolaos Molvalis | Griechenland   | 346,17 |

| Platz | Athleten                                | Land           | Punkte |
| ----- | --------------------------------------- | -------------- | ------ |
| 1     | Tom Daley Matty Lee                     | Großbritannien | 477,57 |
| 2     | Alexander Bondar Wiktor Minibajew       | Russland       | 471,96 |
| 3     | Timo Barthel Patrick Hausding           | Deutschland    | 424,32 |
| 4     | Wardan Bajandurjan Wladimir Harutjunjan | Armenien       | 385,38 |
| 5     | Oleh Serbin Oleksij Sereda              | Ukraine        | 382,05 |

### Frauen
| Platz | Athletin             | Land     | Punkte |
| ----- | -------------------- | -------- | ------ |
| 1     | Elena Bertocchi      | Italien  | 259,90 |
| 2     | Michelle Heimberg    | Schweiz  | 255,55 |
| 3     | Chiara Pellacani     | Italien  | 254,15 |
| 4     | Kristina Iljinych    | Russland | 249,30 |
| 5     | Emilia Nilsson Garip | Schweden | 248,50 |
| 6     | Marija Poljakowa     | Russland | 247,35 |
| 7     | Hanna Pysmenska      | Ukraine  | 242,45 |
| 8     | Clare Cryan          | Irland   | 234,30 |

| Platz | Athletin            | Land           | Punkte |
| ----- | ------------------- | -------------- | ------ |
| 1     | Tina Punzel         | Deutschland    | 330,85 |
| 2     | Chiara Pellacani    | Italien        | 321,15 |
| 3     | Emma Gullstrand     | Schweden       | 319,60 |
| 4     | Witalija Koroljowa  | Russland       | 308,80 |
| 5     | Michelle Heimberg   | Schweiz        | 304,55 |
| 6     | Marija Poljakowa    | Russland       | 289,80 |
| 7     | Hanna Pysmenska     | Ukraine        | 287,00 |
| 8     | Scarlett Mew Jensen | Großbritannien | 281,25 |

| Platz | Athletin                  | Land           | Punkte |
| ----- | ------------------------- | -------------- | ------ |
| 1     | Anna Konanychina          | Russland       | 365,25 |
| 2     | Julija Timoschinina       | Russland       | 329,20 |
| 3     | Andrea Spendolini-Sirieix | Großbritannien | 326,60 |
| 4     | Sofija Lyskun             | Ukraine        | 321,75 |
| 5     | Lois Toulson              | Großbritannien | 321,10 |
| 6     | Celine van Duijn          | Niederlande    | 299,80 |
| 7     | Alaïs Kalonji             | Frankreich     | 286,25 |
| 8     | Christina Wassen          | Deutschland    | 279,95 |

| Platz | Athletinnen                        | Land           | Punkte |
| ----- | ---------------------------------- | -------------- | ------ |
| 1     | Lena Hentschel Tina Punzel         | Deutschland    | 307,29 |
| 2     | Elena Bertocchi Chiara Pellacani   | Italien        | 307,20 |
| 3     | Uljana Kljujewa Witalija Koroljowa | Russland       | 291,00 |
| 4     | Grace Reid Katherine Torrance      | Großbritannien | 290,70 |
| 5     | Hanna Pysmenska Viktoriya Kesar    | Ukraine        | 281,19 |
| 6     | Petra Sándor Emma Veisz            | Ungarn         | 219,18 |

| Platz | Athletinnen                              | Land           | Punkte |
| ----- | ---------------------------------------- | -------------- | ------ |
| 1     | Jekaterina Beljajewa Julija Timoschinina | Russland       | 307,44 |
| 2     | Eden Cheng Lois Toulson                  | Großbritannien | 290,58 |
| 3     | Ksenija Bajlo Sofija Lyskun              | Ukraine        | 286,74 |
| 4     | Tina Punzel Christina Wassen             | Deutschland    | 284,28 |
| 5     | Anne Tuxen Helle Tuxen                   | Norwegen       | 265,68 |
| 6     | Maia Biginelli Elettra Neroni            | Italien        | 252,12 |

### Mixed
| Platz | Athlet/-in                              | Land           | Punkte |
| ----- | --------------------------------------- | -------------- | ------ |
| 1     | Chiara Pellacani Matteo Santoro         | Italien        | 300,69 |
| 2     | Tina Punzel Lou Massenberg              | Deutschland    | 294,27 |
| 3     | Witalija Koroljowa Ilja Moltschanow     | Russland       | 289,50 |
| 4     | Wiktorija Kessar Stanislaw Olifertschyk | Ukraine        | 288,54 |
| 5     | Yasmin Harper Ross Haslam               | Großbritannien | 279,45 |
| 6     | Emilia Nilsson Garip David Ekdahl       | Schweden       | 264,51 |

| Platz | Athlet/-in                              | Land           | Punkte |
| ----- | --------------------------------------- | -------------- | ------ |
| 1     | Ksenija Bajlo Oleksij Sereda            | Ukraine        | 325,68 |
| 2     | Andrea Spendolini-Sirieix Noah Williams | Großbritannien | 307,32 |
| 3     | Jekaterina Beljajewa Wiktor Minibajew   | Russland       | 302,58 |
| 4     | Christina Wassen Patrick Hausding       | Deutschland    | 289,02 |
| 5     | Maia Biginelli Riccardo Giovannini      | Italien        | 273,18 |

### Team
| Platz | Athlet/-in                                                                        | Land           | Punkte |
| ----- | --------------------------------------------------------------------------------- | -------------- | ------ |
| 1     | Kristina Iljinych Jewgeni Kusnezow Jekaterina Beljajewa Wiktor Minibajew          | Russland       | 431,80 |
| 2     | Chiara Pellacani Andreas Sargent Larsen Sarah Jodoin Di Maria Riccardo Giovannini | Italien        | 428,00 |
| 3     | Tina Punzel Patrick Hausding Christina Wassen Lou Massenberg                      | Deutschland    | 421,00 |
| 4     | Yasmin Harper Ross Haslam Noah Williams Eden Cheng                                | Großbritannien | 383,40 |
| 5     | Anna Arnautova Oleh Kolodij Ksenija Bajlo Oleksij Sereda                          | Ukraine        | 382,00 |
| 6     | Botond Bóta Lilla Szabó-Seri Patrícia Kun                                         | Ungarn         | 258,00 |
| 7     | Anne Tuxen Axel Nyborg Helle Tuxen Caroline Kupka                                 | Norwegen       | 237,00 |